# Prvi torunjski mir
Prvi torunjski mir je mirovni sporazum, s katerem se je uradno končala poljsko-litovsko-tevtonska vojna med Kraljevino Poljsko in Veliko litovsko kneževino na eni strani in Državo Tevtonskega reda na drugi. 
Sporazum ke bil podpisan1. februarja 1411 v Thornu (Torunj), enem od najjužnejših mest meniške države tevtonskih vitezov. V zgodovinopisju je sporazum  pogosto prikazan kot diplomatski neuspeh Poljske in Litve, saj jima ni uspelo izkoristiti odločilnega poraza vitezov v bitki pri Grunwaldu junija 1410. Tevtonski vitezi so Poljski vrnili deželo Dobrzyń, ki so jo zavzeli med vojno, in dali Litvi začasne ozemeljske koncesije v Samogitiji, ki se je vrnila Litvi šele v obdobju poljskega kralja Vladislava II. Jagela in velikega litovskega vojvode Vitautasa. 
Prvi torunjski mir  ni bil stabilen. Za podpis Melnenjskega miru, ki je rešil ozemeljske spore, sta bili potrebni še dve kratki vojni: vojna lakote leta 1214 in golubska vojna leta 1422. Velike vojne odškodnine so pomenile veliko finančno breme za tevtonske viteze, ki je povzročilo notranje nemire in gospodarski propad države. Tevtonski vitezi niso nikoli povrnili svoje nekdanje moči.

## Ozadje
Maja 1409 se je začela vstaja v Samogitiji (litovsko Žemajtija), ki je bila od Miru iz Raciąża leta 1404 v rokah tevtonskih vitezov. Veliki litovski knez Vitautas je upor podprl. Tudi Poljska, ki je bila od leta 1386 v personalni uniji z Litvo, je napovedala svojo podporo samogitski stvari. Lokalni upor je tako prerasel v regionalno vojno. 
Tevtonski vitezi so najprej vdrli na Poljsko, presenetili Poljake in brez večjega odpora zavzeli deželo Dobrzyń. Na obsežno vojno nobena stran ni bila pripravljena in oktobra 1409 je bilo s posredovanjem češkega kralja Venčeslava IV. sklenjeno premirje. Ko se je premirje junija 1410 izteklo, sta zaveznika Poljska in Litva vdrla v Prusijo in se v bitki pri Grunwaldu spopadla s tevtonskimi vitezi. Vitezi so bili težko poraženi, večina njihovega vodstva pa je bila ubita. Po bitki se je večina tevtonskih trdnjav predala brez odpora. Vitezom je ostalo samo osem trdnjav. Zaveznika sta odložila obleganje Marienburga, kar je vitezom dalo dovolj časa za organizacijo obrambe. Poljsko-litovski vojski, ki je trpela zaradi pomanjkanja streliva in nizke morale, ni uspelo zavzeti tevtonske prestolnice in se je septembra vrnila domov. Vitezi so hitro zavzeli svoje izgubljene trdnjave. Poljski kralj Vladislav II. je zbral novo vojsko in oktobra 1410 zadal nov poraz vitezom v bitki pri Koronowem. Heinrich von Plauen, novi veliki mojster Tevtonskega reda, je želel nadaljevati vojno  in poskušal pridobiti nove viteze, vendar se je Svet Tevtonskega reda  raje odločil za mir. Obe strani sta se strinjali s premirjem med 10. decembrom 1410 in 11. januarjem 1411. Tridnevna pogajanja v Raciążu med Vladislavom II.  in von Plauenom so propadla in tevtonski vitezi so ponovno vdrli v deželo Dobrzyń. Posledica vdora je bil nov krog pogajanj, ki se je končal s podpisom mirovnega sporazuma 1. februarja 1411.

## Določbe
Meje so bile vrnjene v stanje pred letom 1409, z izjemo Samogitije. Tevtonski red se je odpovedal zahtevam po Samogitiji, vendar le do smrti poljskega kralja Vladislava II. in litovskega velikega vojvode Vitautasa. Po njuni smrti naj bi se Samogitija vrnila vitezom. Oba vladarja sta bila takrat že v poznih letih.  Na jugu je bila dežela Dobrzyń, ki so jo med vojno zavzeli vitezi, vrnjena Poljski. Vitezi niso utrpeli praktično nobenih ozemeljskih izgub, kar je bil  po težkem porazu v bitki pri Grunwaldu  velik diplomatski uspeh. Vse strani so se strinjale, da bodo morebitne prihodnje ozemeljske spore ali mejna nesoglasja reševale z mednarodno mediacijo. Meje so se odprle za mednarodno trgovino, kar je najbolj koristilo pruskim mestom.  Vladislav II. in Vitautas sta obljubila, da bosta pokristjanila vse preostale pogane v Litvi, ki je bila uradno krščanska od leta 1386. Samogitija uradno še ni bila krščanska.

### Ujetniki
Po bitki pri Grunwaldu sta imeli Poljska in Litva okoli 14.000 ujetnikov. Večino meščanov in plačancev so izpustili kmalu po bitki pod pogojem, da se 11. novembra 1410 javijo v Krakovu. V ujetništvu so ostali le tisti, od katerih se je pričakovalo, da bodo plačali odkupnino. Zabeležene so bile precejšnje odkupnine. Plačanec Holbracht von Loym, na primer, je moral plačati 150 kop praških grošev (kopa = 60 kosov, se pravi 9.000 grošev) ali več kot 30 kg srebra. Torunjski mir je prinesel množično poravnavo odkupnin: poljski kralj je izpustil vse ujetnike v zameno za 100.000 kop praških grošev, kar je znašalo skoraj 20.000 kilogramov srebra, plačljivega v štirih letnih obrokih. V primeru neplačila enega od obrokov naj bi se odškodnine povečale za dodatnih 12.000 kop (720.000) praških grošev. Odkupnina je bila deset krat večja od letnega dohodka angleškega kralja.

## Posledice
Da bi zbral denar, potreben za plačilo odkupnine, je moral veliki mojster Heinrich von Plauen zvišati davke. Sklical je Svet predstavnikov pruskih mest, da bi odobrili posebno dajatev. Danzig (Gdańsk) in Thorn (Toruń) sta se uprla novemu davku, a sta bila pokorjena. Vitezi so zaplenili tudi cerkveno srebro in zlato ter se močno zadolžili v tujini. Prva dva obroka sta bila plačana v celoti in pravočasno. Denar za nalednja plačila je bilo težko zbrati, saj so vitezi izpraznili svojo zakladnico za obnovo gradov in vojsko, močno odvisno od plačanih najemnikov. Razen tega so poslali bogata darila papežu in Sigismundu Ogrskem, da bi zagotovili njuno nadaljnjo podporo. Davčne evidence so pokazale, da je bila letina v tistih letih pičla in da so številne skupnosti tri leta zaostajale s plačilom davkov.
Kmalu po sklenitvi miru je prišlo do nesoglasij glede nedoločenih meja Samogitije.  Vitautas je trdil, da je bilo del Samogitije vse ozemlje severno od reke Nemen, vključno s pristaniškim mestom Memel (Klajpeda), in bi se zato moralo prenesti v Veliko litovsko kneževino. Marca 1412 se je Sigismund Ogrski strinjal, da bo posredoval pri določitvi samogitske meje in drugih zadevah. Delegaciji sta se srečali v Sigismundovi rezidenci v Budimu. Kralj je organiziral razkošne pojedine, turnirje in lov. Praznovanja so vključevala poroko Vladislavove nečakinje Cimbarke Mazovske z avstrijskim vojvodom  Ernestom Železnim. Avgusta 1412 je Sigismund razglasil, da je bil Torunjski mir ustrezen in pravičen in imenoval Benedikta Makraija, da razišče mejne zahteve. Plačilo zadnjega obroka tevtonskega dolga je bilo opravljeno pravočasno januarja 1413. Makrai je svojo odločitev objavil maja 1413 in Litvi dodelil celoten severni breg Nemena, vključno z Memelom. Vitezi so njegovo odločitev zavrnili in leta 1414 je izbruhnila tako imenovana vojna lakote, ki ni bila dokončna. Pogajanja so se nadaljevala na koncilu v Konstanci. Spor je bil rešen šele z Melnenjskim mirovnim sporazumom leta 1422.
Na splošno je imel Prvi torunjski mir dolgoročno negativen vpliv na Prusijo. Do leta 1419 je bilo 20 % tevtonskega ozemlja zapuščenega. Vrednost njene valute je padla zaradi kritja stroškov Povečani davki in gospodarski upad so razkrili notranjepolitične boje med škofi, posvetnimi vitezi in meščani. Politične razpoke so se z nadaljnjimi vojnami s Poljsko–Litvo le še povečevale in na koncu povzročile Prusko zvezo in državljansko vojno, ki je Prusijo razpolovila.